# Cesare Musacchio
Pour les articles homonymes, voir Musacchio.
Cesare Annibale Musacchio, né le 10 mars 1882 à Rome et mort le 8 décembre 1956 dans la même ville, est un caricaturiste italien.

## Biographie

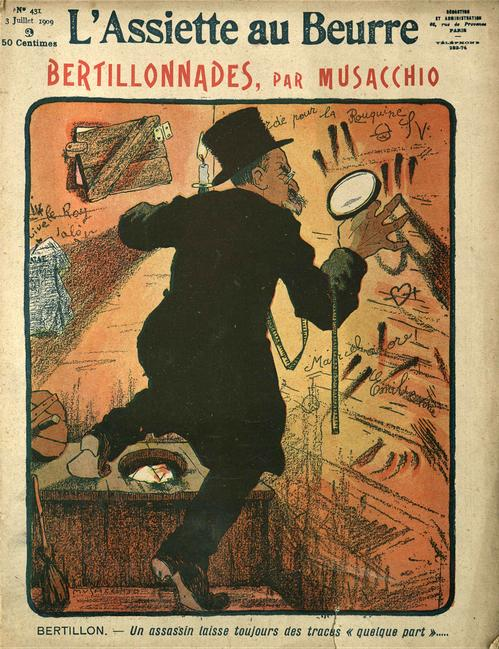
Les méthodes de Bertillon revues avec humour dans L'Assiette au beurre (juillet 1909).

Fils d'un fonctionnaire de l’Instruction publique d'origine calabraise, Cesare Musacchio, né à Rome dans le quartier de la Regola, se révèle très tôt doué pour le dessin. Il décide de partir à la fin de ses études lycéennes pour Buenos Aires. Là, il se met en relation avec les éditeurs de journaux illustrés afin de leur proposer sa collaboration ; déçu, il quitte alors l'Argentine pour le Chili et s'établit à Valparaiso où il trouve une place dans Los Sucesos et produit quantités de portraits de personnalités chiliennes. En 1908, il se retrouve à Paris où il va passer quelques années, contribuant notamment à L'Assiette au beurre où il compose un numéro sur les « bertillonnades » puis sur le « concert européen » en 1909, et la même année, il expose au Salon d'automne.
Retourné à Rome, il devient l'un des principaux caricaturistes et silhouettistes du Giornale d’Italia, son style, unique, est remarqué par Alberto Bergamini, directeur de 1901 à 1923. Musacchio ouvre un atelier et publie ses propres albums et cartes postales. Il se fait connaître à l'étranger, la revue anglaise The Studio publie quelques-uns de ses dessins. En 1911, il expose de nouveau à Paris, cette fois à l'ambassade italienne dans le cadre de la Société des artistes italiens réunis.
Entre juillet 1915 et septembre 1918, il est l'envoyé spécial du Giornale comme correspondant de guerre sur le front.
Après la Première Guerre mondiale, il est nommé directeur artistique du Giornale d’Italia puis de L’illustrazione appelé par Aldo Molinari. Avec l'arrivée du fascisme, il échappe à la censure. En 1931 puis en 1933, il expose au Salon des humoristes de Paris où une salle entière est consacrée à ses portraits charge.